# Chlorbenzaldehyde
Die Chlorbenzaldehyde bilden in der Chemie eine Stoffgruppe, die sich sowohl vom Benzaldehyd als auch vom Chlorbenzol ableitet. Die Struktur besteht aus einem Benzolring mit angefügter Aldehydgruppe (–CHO) und Chlor (–Cl) als Substituenten. Durch deren unterschiedliche Anordnung (ortho, meta oder para) ergeben sich drei Konstitutionsisomere mit der Summenformel C7H5ClO.

## Vertreter
| Gefahrensymbol |

| Gefahrensymbol |

| Gefahrensymbol | Gefahrensymbol |

## Darstellung
Die Synthese von 4-Chlorbenzaldehyd kann ausgehend von 4-Chlortoluol erfolgen, das zunächst mit Phosphorpentachlorid und Chlor unter UV-Bestrahlung umgesetzt wird. Hydrolyse des so erhaltenen, an der Methylgruppe doppelt chlorierten Zwischenprodukts mit konzentrierter Schwefelsäure führt zum 4-Chlorbenzaldehyd. Es ist überdies 2014 bekannt geworden, dass auch die Oxidation des 4-Chloroluols mittels isolierten Laccase-Enzyms in hohen Ausbeuten den gewünschten Aldehyd liefert.

## Eigenschaften
Der 4-Chlorbenzaldehyd, der die höchste Symmetrie aufweist, besitzt den höchsten Schmelzpunkt.

## Verwendung
Chlorbenzaldehyde werden für Triphenylmethanfarbstoffe und Arzneimittel verwendet.
4-Chlorbenzaldehyd ist ein Grundstoff für die Synthese der Pflanzenschutzmittel Chlorbenzilat, Coumachlor, Paclobutrazol, Triticonazol und Uniconazol. Aus 2-Chlorbenzaldehyd wird Clomazon und Amlodipin gewonnen.
Das 4-Chlorbenzaldehyd kann auch zur Herstellung von 4-Fluorbenzaldehyd verwendet werden.